# Генеральна військова канцелярія
Генеральна військова канцелярія — найвища адміністративна установа Гетьманщини 17-18 століть. Центральний орган управління, що займався питаннями зв'язку, документообігу, адміністративної роботи та зберігання документів.
Вона була важливим елементом державного управління в Гетьманщині, адже від неї залежало функціонування всієї системи державного управління.

## Створення
Канцелярія створена Богданом Хмельницьким під час національно-визвольної війни українського народу 1648-57 років. Здійснювала все військове, адміністративне, судове і фінансове управління. Була створена на основі польського зразка управління.

## Діяльність
Гетьман через Генеральну військову канцелярію здійснював управління військовими, адміністративними, судовими і фінансовими справами держави. Генеральна військова канцелярія підпорядковувалась гетьману, а безпосередньо керував її діяльністю генеральний писар.

### Склад канцелярії
До складу канцелярії входила вся генеральна старшина, крім генерального судді.
- Генеральний обозний,
- два генеральних судді,
- два генеральних осавули,
- генеральний хорунжий
- генеральний бунчужний

Здійснювала нагляд за рішеннями Генерального військового суду з кримінальних і політичних справ. Все діловодство велося українською мовою.

### Місце перебування канцелярії
Місце перебування — Гетьманська резиденція (в різні часи — Чигирин, Гадяч, Батурин, Глухів).
При Генеральній військовій канцелярії був курінь канцелярський, в якому мешкали військові канцеляристи та інші службовці цієї установи. Збереглися документи про те, що в 50-х рр. 18 ст. курінь канцелярський перебував у стані «крайней обветшалости» і у зв'язку з цим виникла потреба в спорудженні нового приміщення, проект якого склав учень-архітектор К.Борзаківський. Він спланував житловий будинок на 13 кімнат, 2 комори і 2 сіней; кухню з прибудовою для житла служителів і кухарів; флігелі (льодовню для шафарні та амбар); конюшню і при ній амбар для вівса; сарай для колясок і при нім амбар для хомутів.

## Утиски російських імператорів
З 28 листопада 1720 року указом Петра I канцелярія позбавлена фінансових і судових функцій. З 1722 року діяльність Генеральної військової канцелярії контролювалась Малоросійською колегією.
В 1727-34 роках за гетьманства Данила Апостола знову підпорядкувалась гетьману.
Після його смерті реорганізована у Правління гетьманського уряду.
За гетьмана Кирила Розумовського була знову відновлена і функціонувала до остаточної ліквідації російським урядом гетьманства 10 (21 листопада) 1764 року.